# Gandulan
Gandulan is een bestuurslaag in het regentschap Temanggung van de provincie Midden-Java, Indonesië. Gandulan telt 2727 inwoners (volkstelling 2010).